# Quelli della girandola
Quelli della girandola è stata una trasmissione televisiva per ragazzi, in onda sulla Televisione della Svizzera Italiana nella seconda metà degli anni settanta. Il programma è stato anche ritrasmesso da alcune emittenti locali in Italia.
La trasmissione aveva come motivo portante la realizzazione di piccole opere di bricolage, ideate da Piero Polato, utilizzando oggetti d'uso comune. A queste si alternavano vari siparietti interpretati dai conduttori. Un elemento ricorrente della trasmissione era la composizione di un largo disegno su un prato, utilizzando uno spruzzatore di quelli usati per disegnare le strisce sulle strade. La telecamera riprendeva inizialmente il protagonista che usava il macchinario spostandosi sul prato, ad altezza d'uomo, per poi cambiare in una ripresa dall'alto per rivelare il disegno finito. Nel finale la trasmissione presentava disegni ed altre opere, alcune di notevole qualità, inviate dai ragazzi a casa, su una base musicale di chitarra classica.
Dalla trasmissione è poi stato ottenuto un libro, intitolato "Che cosa con che cosa? Più di 100 lavori da fare con 28 materiali semplici, proposti da Piero Polato", pubblicato a Milano da Emme, 1977 (109 pagine).
Piero Polato ha poi pubblicato anche altri volumi sullo stesso tema, fra cui "Le regole del gioco: 12 tecniche per giocare a inventare immagini", Mondadori 1978, "Tutti in maschera - 30 modi per fare costumi estrosi, creativi, non conformisti ed economici", Mondadori 1984, e numerosi altri volumi su bricolage e design.